# Faststoffysik
Faststoffysik (engelsk: solid state physics) er det område af fysikken, som omhandler stoffets makroskopiske, fysiske egenskaber, i den faste tilstandsform, som optræder, når antallet af elementer er stort, og der er stærk interaktionen mellem dem. Området har fra omkring 1967 udviklet sig til også at omfatte andre stoffer og faser og kaldes da også for kondenserede stoffers fysik (engelsk: condensed matter physics) som samlebegreb. Først og fremmest gælder det væsker, men også mere eksotiske faser som superflydning og Bose-Einstein kondensat som visse atomare systemer udviser ved lave temperaturer, superledningsfasen af visse stoffer samt ferromagnetiske og antiferromagnetiske faser i visse krystalstrukturer.
Faststoffysik er langt det største område inden for nutidens fysik. Det anslås, at en tredjedel af alle amerikanske fysikere betegner sig selv som faststoffysikere. Faststoffysik overlapper kemi, materialevidenskab, nanoteknologi og ingeniørarbejde.
En af grundene til, at området blev udvidet til andet end faste stoffer er, at mange af de koncepter og teknikker, som er udviklet for at studere disse også finder anvendelse på flydende systemer. For eksempel danner elektronerne i en elektrisk leder en slags kvantumvæske der deler væsentlige egenskaber med væsker af atomer. I virkeligheden er fænomenet superledning, hvor elektroner samler sig i en ny flydende fase, meget tæt analog med den superledningsfase, som er fundet hos helium 3 ved lave temperaturer.
| Fysik | Spire Denne artikel om fysik er en spire som bør udbygges. Du er velkommen til at hjælpe Wikipedia ved at udvide den. |